# París-Niza 1996
La París-Niza 1996 fue la edición número 54 de la carrera, que estuvo compuesta de ocho etapas y un prólogo disputados del 10 al 17 de marzo de 1996. Los ciclistas completaron un recorrido de 1.325 km con salida en Châteauroux y llegada a Niza, en Francia. La carrera fue vencida por el francés Laurent Jalabert, que fue acompañado en el podio por el norteamericano Lance Armstrong y el británico Chris Boardman. Ésta era la segunda victoria consecutiva de Jalabert en esta prueba de las tres que conseguiría. 

## Resultats de les etapes
| Etapa             | Fecha       | Recorrido                        | km       | Ganador             | Líder              |
| ----------------- | ----------- | -------------------------------- | -------- | ------------------- | ------------------ |
| 1.ª               | 10 de marzo | Châteauroux-Saint-Amand-Montrond | 178 km   | Frédéric Moncassin  | Frédéric Moncassin |
| 2.ª               | 11 de marzo | Dun-sur-Auron-Aubusson           | 160.8 km | Wilfried Nelissen   | Wilfried Nelissen  |
| 3.ª               | 12 de marzo | Vassivière-Chalvignac            | 172.5 km | Laurent Jalabert    | Laurent Jalabert   |
| 4.ª               | 13 de marzo | Maurs-Millau                     | 162.6 km | Laurent Jalabert    | Laurent Jalabert   |
| 5.ª               | 14 de marzo | Millau-Millau                    | 162.6 km | Stefano Casagranda  | Laurent Jalabert   |
| 6.ª               | 15 de marzo | Vitrolles-Saint-Tropez           | 199.5 km | Andrei Tchmil       | Laurent Jalabert   |
| 7.ª               | 16 de marzo | Saint-Tropez-Antibes             | 193.7 km | Bruno Boscardin     | Laurent Jalabert   |
| 8.ª (1.er sector) | 17 de marzo | Niza-Niza                        | 71.7 km  | Maximilian Sciandri | Laurent Jalabert   |
| 8.ª (2.º sector)  | 17 de marzo | Antibes-Niza (CRI)               | 19.9 km  | Chris Boardman      | Laurent Jalabert   |

## Etapas

### 1.ª etapa
10-03-1996. Châteauroux-Saint-Amand-Montrond, 178 km.
|   | Ciclista           | Equipo         | Tiempo     |
| - | ------------------ | -------------- | ---------- |
| 1 | Frédéric Moncassin | Gan            | 4h 24' 10" |
| 2 | Tom Steels         | Mapei-GB       | m. t.      |
| 3 | Wilfried Nelissen  | Lotto-Isoglass | m. t.      |

### 2.ª etapa
11-03-1996. Dun-sur-Auron-Aubusson 160.8 km.
|   | Ciclista          | Equipo                      | Tiempo     |
| - | ----------------- | --------------------------- | ---------- |
| 1 | Wilfried Nelissen | Lotto-Isoglass              | 3h 52' 44" |
| 2 | Mario Cipollini   | Saeco-AS Juvenes San Marino | m. t.      |
| 3 | Tom Steels        | Mapei-GB                    | m. t.      |

### 3.ª etapa
12-03-1996. Vassivière-Chalvignac 172.5 km.
|   | Ciclista         | Equipo   | Tiempo     |
| - | ---------------- | -------- | ---------- |
| 1 | Laurent Jalabert | ONCE     | 4h 04' 21" |
| 2 | Lance Armstrong  | Motorola | + 16"      |
| 3 | Chris Boardman   | Gan      | m. t.      |

### 4.ª etapa
13-03-1996. Maurs-Millau, 162.6 km.
|   | Ciclista         | Equipo        | Tiempo     |
| - | ---------------- | ------------- | ---------- |
| 1 | Laurent Jalabert | ONCE          | 5h 16' 08" |
| 2 | Lance Armstrong  | Motorola      | + 15"      |
| 3 | Laurent Brochard | Festina-Lotus | + 22"      |

### 5.ª etapa
14-03-1996. Millau-Millau, 162.6 km.
|   | Ciclista           | Equipo                  | Tiempo     |
| - | ------------------ | ----------------------- | ---------- |
| 1 | Stefano Casagranda | MG Maglificio-Technogym | 4h 02' 49" |
| 2 | Laurent Jalabert   | ONCE                    | + 27"      |
| 3 | Frédéric Moncassin | Gan                     | m. t.      |

### 6.ª etapa
15-03-1996. Vitrolles-Saint-Tropez, 199.5 km.
|   | Ciclista            | Equipo         | Tiempo     |
| - | ------------------- | -------------- | ---------- |
| 1 | Andrei Tchmil       | Lotto-Isoglass | 5h 27' 20" |
| 2 | Chris Boardman      | Gan            | m. t.      |
| 3 | Maximilian Sciandri | Motorola       | m. t.      |

### 7.ª etapa
16-03-1996. Saint-Tropez-Antibes, 193.7 km.
|   | Ciclista          | Equipo         | Tiempo     |
| - | ----------------- | -------------- | ---------- |
| 1 | Bruno Boscardin   | Festina-Lotus  | 5h 11' 52" |
| 2 | Tom Steels        | Mapei-GB       | m. t.      |
| 3 | Wilfried Nelissen | Lotto-Isoglass | m. t.      |

### 8.ª etapa, 1.ersector
17-03-1996. Niza-Niza, 71.7 km.
|   | Ciclista            | Equipo         | Tiempo     |
| - | ------------------- | -------------- | ---------- |
| 1 | Maximilian Sciandri | Motorola       | 1h 46' 48" |
| 2 | Jon Odriozola       | Gewiss-Playbus | m. t.      |
| 3 | Mauro Gianetti      | Team Polti     | m. t.      |

### 8.ª etapa, 2.º sector
17-03-1996. Antibes-Niza, 19.9 km. CRI
Arribada situada al Passeig dels Anglesos.
|   | Ciclista         | Equipo   | Tiempo  |
| - | ---------------- | -------- | ------- |
| 1 | Chris Boardman   | Gan      | 21' 16" |
| 2 | Lance Armstrong  | Motorola | + 24"   |
| 3 | Laurent Jalabert | ONCE     | + 29"   |

## Clasificaciones finales

### Clasificación general
| Pos. | Ciclista            | Equipo         | Tiempo      |
| ---- | ------------------- | -------------- | ----------- |
|      | Laurent Jalabert    | ONCE           | 34h 28' 14" |
| 2    | Lance Armstrong     | Motorola       | + 43"       |
| 3    | Chris Boardman      | Gan            | + 47"       |
| 4    | Frank Vandenbroucke | Mapei-GB       | + 1' 21"    |
| 5    | Laurent Brochard    | Festina-Lotus  | + 1' 36"    |
| 6    | Íñigo Cuesta        | ONCE           | + 2' 17"    |
| 7    | Luc Leblanc         | Team Polti     | + 2' 18"    |
| 8    | Andrei Tchmil       | Lotto-Isoglass | + 2' 48"    |
| 9    | Laurent Madouas     | Motorola       | + 3' 17"    |
| 10   | Andrea Peron        | Motorola       | + 3' 31"    |